# Praiseworthy
Praiseworthy är en roman från 2023, utgiven av den australiska författaren Alexis Wright. Den utgavs av Giramondo Publishing i Sydney.
Praiseworthy har vunnit ett antal australiska litteraturpriser, bland annat 2023 Queensland Literary Awards Fiction Book Award, 2024 ALS Gold Medal, 2024 Miles Franklin Award och 2024 Stella Prize.

## Handling
I den fiktiva staden Praiseworthy i norra Australien bor Cause Man Steel, som ser en undergångskris komma med klimatkrisen för världen. Hans lösning är att samla ihop alla åsnor i omgivningen, med argumentet att de kommer att bli viktiga när civilisationen kollapsar. Han, och hans hustru Dance, som har fascinerats av natt- och dagfjärilars, och hans söner Aboriginal Sovereignty, som vill ta livet av sig, och Tommyhawk, som drömmer om att bli författare, tvingas att underkasta sig 2008 års Australian Federal Government intervention program, som har till syfte att reglera hur infödda australier ska leva och bete sig.

## Priser
| År   | Pris                                       | Kategori              | Resultat   | Referens |
| ---- | ------------------------------------------ | --------------------- | ---------- | -------- |
| 2023 | James Tait Black Memorial Prize            | —                     | Vann       | [ 2 ]    |
| 2023 | Queensland Literary Awards                 | Fiction Book Award    | Vann       | [ 3 ]    |
| 2024 | ALS Gold Medal                             | —                     | Vann       | [ 4 ]    |
| 2024 | International Dublin Literary Award        | —                     | Kortlistad | [ 5 ]    |
| 2024 | Margaret and Colin Roderick Literary Award | —                     | Kortlistad | [ 6 ]    |
| 2024 | Miles Franklin Award                       | —                     | Vann       | [ 7 ]    |
| 2024 | New South Wales Premier's Literary Awards  | Christina Stead Prize | Kortlistad | [ 8 ]    |
| 2024 | Stella Prize                               | —                     | Vann       | [ 9 ]    |